# My Name Is (televisieprogramma)
My Name Is was een talentenjacht waarin zowel kinderen als volwassenen hun favoriete artiest imiteerden. Het programma werd bedacht door Albert Verlinde en door het succes van de Nederlandse versie werd het format verkocht aan diverse landen waaronder Duitsland en Frankrijk. Het was een coproductie tussen Nederland en Vlaanderen. In Nederland werd het uitgezonden op RTL 4 en in Vlaanderen op VTM. Het programma was een vervolg op de talentenjacht My Name Is Michael die in het voorjaar van 2010 werd uitgezonden. In dat programma werd specifiek gezocht naar mensen die Michael Jackson konden imiteren.
De kandidaten mochten zelf kiezen in wiens huid ze kropen. Wel was de voorwaarde dat de kandidaat de artiest zowel dansend als zingend na kon doen. Zowel kinderen als volwassenen mochten meedoen.
De jury bestond het eerste seizoen uit Albert Verlinde, Erik de Zwart, Kathleen Aerts en Ronny Mosuse. In het tweede seizoen werd, op Verlinde na, een gehele nieuwe jury geïntroduceerd. Nieuwe namen in de jury waren Ralf Mackenbach, Dominique van Hulst en Kelly Pfaff. Presentatrice Francesca Vanthielen werd vervangen door Bram Van Deputte. Nicolette van Dam werd echter niet vervangen als presentatrice.
Het eerste seizoen startte op 28 augustus 2010 en de finale werd op 25 september 2010 uitgezonden. De prijs ging naar één kind en één volwassene. De winnaar van de volwassenen was Merante als Amy Winehouse en de winnaar van de jongere kandidaten was Lana als Lady Gaga. Al direct na de finale van het eerste seizoen werd de inschrijving voor een tweede seizoen geopend.
Het tweede seizoen startte op 20 augustus 2011. Dat jaar was de winnaar van de volwassenen Isabel als Christina Aguilera en bij de kinderen was dat Kiki als Natasha Bedingfield. De winnaars kregen een gastrol in de musical Daddy Cool.

## Overzicht

### Format en selectieproces
Het programma bestond uit verschillende fases: de audities, de halve-finales en de finale. Tijdens de audities kregen de kandidaten de kans om voor de jury te performen. Elk kandidaat had de kans om minstens één nummer naar keuze te zingen en daarbij te dansen als de artiest. De jury stemde vervolgens individueel voor of tegen. Wanneer alle kandidaten auditie hebben gedaan ging de jury onderling in overleg, welke kandidaten alsnog af moesten vallen of door mochten gaan naar de tweede ronde, de halve-finale. Naar de halve-finale mochten zes kandidaten, drie volwassenen en drie kinderen. Elke aflevering eindigde met een halve-finale, maar eerst werden de kandidaten professioneel gecoacht op het gebied van zang en dans. Uit elke halve-finale kon slechts één volwassene en één kind doorgaan naar de laatste fase, de finale. Uiteindelijk bleven na alle voorrondes in totaal dus acht kandidaten over. De jury besloot uiteindelijk wie won.
Nieuw in seizoen 2: Make-over Battle
Nieuw in het 2e seizoen van My Name is... waren de make-over battles tijdens de audities. Kandidaten die dezelfde artiest imiteerden en hun eerste auditie tot een goed einde hadden gebracht, werden door de jury uitgedaagd het rechtstreeks tegen elkaar op te nemen op het podium.

### Ontwikkeling en productie
Qua format was het programma te vergelijken met de Soundmixshow, een programma bedacht door Henny Huisman uit 1985. My Name Is was een coproductie van RTL in samenwerking met VTM. De Nederlandse productie werd verzorgd door Blue Circle en de Vlaamse door FremantleMedia. Door een samenwerking van Nederland en België werden de productie- en andere kosten gehalveerd.
De opnames vonden het eerste seizoen plaats in theater de Maagd in Bergen op Zoom. In het tweede seizoen werden de audities opgenomen in theater de Leest, in Waalwijk.

## Seizoenen
| Seizoen         | Seizoenspremière | Seizoensfinale    |                               | Winnaar volwassenen          | Winnaar kinderen                       |                                                                 | Presentatie | Jury |
| 1 Finaledetails | 28 augustus 2010 | 25 september 2010 | Merante als Amy Winehouse     | Lana als Lady Gaga           | Nicolette van Dam Francesca Vanthielen | Albert Verlinde Erik de Zwart Kathleen Aerts Ronny Mosuse       |             |      |
| 2 Finaledetails | 20 augustus 2011 | 17 september 2011 | Isabel als Christina Aguilera | Kiki als Natasha Bedingfield | Nicolette van Dam Bram Van Deputte     | Albert Verlinde Ralf Mackenbach Dominique van Hulst Kelly Pfaff |             |      |

### Finaledetails (seizoen 1)
| Finaleact                                                      | Uitslag             |  |  |  |  |  |
| Merante (Amy Winehouse) Kandidaat komt uit Nederland           | Winnaar volwassenen |  |  |  |  |  |
| Drieëlle (Madonna) Kandidaat komt uit Nederland                |                     |  |  |  |  |  |
| Mariska (Tina Turner) Kandidaat komt uit Nederland             |                     |  |  |  |  |  |
| Timothy (Freddie Mercury) Kandidaat komt uit Nederland         |                     |  |  |  |  |  |
|                                                                |                     |  |  |  |  |  |
| Lana (Lady Gaga) Kandidaat komt uit België                     | Winnaar kinderen    |  |  |  |  |  |
| Laura van den Elzen (Miley Cyrus) Kandidaat komt uit Nederland |                     |  |  |  |  |  |
| Charlotte (Anouk) Kandidaat komt uit België                    |                     |  |  |  |  |  |
| Soraya (Annie) Kandidaat komt uit België                       |                     |  |  |  |  |  |

### Finaledetails (seizoen 2)
| Finaleact                                                | Uitslag             |  |  |  |  |  |
| Isabel (Christina Aguilera) Kandidaat komt uit Nederland | Winnaar volwassenen |  |  |  |  |  |
| David (Elton John) Kandidaat komt uit België             |                     |  |  |  |  |  |
| Oriane (Alicia Keys) Kandidaat komt uit België           |                     |  |  |  |  |  |
|                                                          |                     |  |  |  |  |  |
| Kiki (Natasha Bedingfield) Kandidaat komt uit Nederland  | Winnaar kinderen    |  |  |  |  |  |
| Finlay (Katy Perry) Kandidaat komt uit België            |                     |  |  |  |  |  |
| Fleur (Rihanna) Kandidaat komt uit Nederland             |                     |  |  |  |  |  |

## Receptie

### Theatershow
Net als in My Name Is Michael zouden beide winnaars van het programma meerdere theatershows aangeboden krijgen. Al vanaf het begin van het programma werd dit ook aangekondigd. Echter, vanwege te weinig belangstelling werden de shows na de finale geannuleerd. De hoofdprijs van de winnaars van het eerste seizoen (Merante als Amy Winehouse en Lana als Lady Gaga) verviel dus. Ze mochten hiervoor in de plaats meedoen aan de So You Think You Can Dance-theatershow.

### Kijkcijfers
Het eerste seizoen van My Name Is trok gemiddeld 1.299.200 kijkers in Nederland. De best bekeken aflevering was de vierde, er keken toen 1.526.000 mensen. Het programma trok aanzienlijk minder kijkers dan andere RTL 4-talentenjachten, maar heeft dan ook een totaal ander format. Gemiddeld was het het vierde best bekeken programma van de zaterdagavond.